# ألم مستعصي
الألم المستعصي أو المعنّد، المعروف أيضًا باسم متلازمة الألم المستعصي/المعنّد (IPS)، هو ألم شديد ومستمر ومُنهك لا يمكن علاجه بأي وسيلة معروفة، ويؤدي إلى حالة من البقاء في المنزل أو الفراش والوفاة المبكرة إذا لم يُعالج بشكل كافٍ، عادةً باستخدام المواد الأفيونية و/أو الإجراءات التدخلية. لا يُخفف من حدته التدابير الطبية أو الجراحية أو التمريضية أو الدوائية العادية. وعلى عكس الألم المزمن الأكثر شيوعًا، فإنه يسبب آثارًا بيولوجية ضارة على أنظمة الجسم القلبية الوعائية والهرمونية والعصبية. يعاني المرضى من تغيرات في هرمون التستوستيرون والإستروجين والكورتيزول وهرمونات الغدة الدرقية و/أو هرمونات الغدة النخامية. يحتاج كل من الرجال والنساء إلى هرمون التستوستيرون، ومع ذلك يهمل العديد من الأطباء اختبار انخفاض هرمون التستوستيرون لدى النساء. يمكن أن يؤدي الألم المستعصي غير المعالج إلى الوفاة.